# 다머 (드라마)
《다머》(영어: Dahmer – Monster: The Jeffrey Dahmer Story)는 넷플릭스에서 2022년 9월 공개된 미국의 전기, 범죄 드라마이다. 실제 연쇄살인자 제프리 다머를 다룬 작품으로, 배우 에번 피터스가 제프리를 연기한다.